# 111
Cette page concerne l'année 111  du calendrier julien. Pour l'année 111 av. J.-C., voir 111 av. J.-C. Pour le nombre 111, voir 111 (nombre).
L'année 111 est une année commune qui commence un mercredi.

## Événements
- 17 septembre : arrivée de Pline le Jeune en Bithynie[1]. Nommé légat du Pont-Bithynie en Asie Mineure, il a pour mission de l’empereur de mettre au pas une province à la réputation de mauvaise administration, de corruption et d’agitation. Il vérifie une à une la comptabilité des cités. La correspondance qu'il a entretenue à ce titre avec l'empereur Trajan, et dont une grande partie nous est parvenue, est une source précieuse de renseignements quant à l'administration de l'Empire romain, les relations de l'empereur avec les gouverneurs ou les enjeux de pouvoir.
- Automne : Hadrien quitte Rome pour la Syrie dont il doit prendre le gouvernement. Il est nommé archonte d'Athènes lors de son passage dans la ville[1].

- Trajan fait construire en Arabie pétrée la via Nova Trajana, une route fortifiée reliant Bosra à Aelana sur la mer Rouge (fin en 115). Elle évite Pétra[2].